# ルーカス・エステヴェス・ソウザ
ルーカス・エステヴェス（Lucas Esteves）ことルーカス・エステヴェス・ソウザ（ポルトガル語: Lucas Esteves Souza、2000年6月24日 - ）は、ブラジルのサッカー選手。ポジションはDF。

## クラブ歴
2014年にSEパルメイラスの下部組織に加入。2019年3月21日に行われたカンピオナート・パウリスタでゼ・ハファエウに代わって途中出場し選手初出場を記録した。2021年2月5日、ガブリエウ・ヴェロンが負傷した代わりとしてFIFAクラブワールドカップ2020出場選手に追加招集された。